# Choriactis opalescens
Choriactis opalescens is een zeeanemonensoort uit de familie Sagartiidae.
Choriactis opalescens is voor het eerst wetenschappelijk beschreven door Pax in 1922.